# 왜소음경증
왜소음경증(micropenis)은 남성의 음경 크기가 발기 후 기준으로 인간의 평균 성기 크기보다 표준편차의 2.5배 (또는 표준편차의 2배) 이상 작은 증상을 뜻하는데, 이는 성인의 경우 발기상태에서 7cm 이하(평균 크기 12.5cm)일 때 해당한다. 인구의 0.6%, 즉 200명에 1명의 빈도로 발생하며 음경 크기에 대한 구미의 연구에서 발기 시 음경길이 13cm, 직경 2.5cm 미만인 경우 음경발육부전으로 정의하였다. 반면 음경의 발기되지 않은 이완상태에서 길이 9.0cm, 중간 축 둘레 10.0cm 및 당겨서 잰 길이의 기준은 12.5cm가 표준범위로 말한다.

## 원인
남성호르몬 합성 장애나 유전적으로 고환 형성 장애 등의 다양한 요인에 의해 발생한다.

## 치료

### 호르몬 치료
사춘기 이전에 발견할 경우 남성호르몬 또는 HCG를 근주하거나 음경에 남성호르몬을 국소도포하는 방법으로 비교적 좋은 효과가 보고되고 있으며, 추적연구에 따르면 왜소음경 환자의 성적배우자들은 다소 불만이 있는 것으로 나타났으나 관계는 지속적으로 유지하고 있었고 조사상으로는 왜소음경으로 인해 커플 사이에 큰 문제가 발생한 예는 없었다. 사춘기 이후의 왜소음경 환자들은 모두 자신의 성기에 대한 불만과 수치심을 가지고 있었으며 이것이 성관계를 꺼리는 주원인이었고 모두 동성애는 아니었으나 결혼을 하거나 아이의 아버지가 된 예는 없었다. 때문에 호르몬 요법과 함께 자신감을 고취시키는 정신요법을 병용해야 할 것으로 결론지었다.

### 수술적 치료
자가진피지방이식술을 이용한 음경확대성형술 등을 시도해볼 수 있다. 1970년대 서구와 미국에서는 극단적인 환자에게 강제로 여성으로 재지정하는 수술을 시행하였으나 오늘날에는 하지 않는다.

## 같이 보기
- 간성